# Joe Walker (monteur)
Pour les articles homonymes, voir Joe Walker (dramaturge), Walker et Joseph Walker (homonymie).
Joe Walker, né le 2 octobre 1963 à Londres (Royaume-Uni), est un monteur britannique.

## Filmographie

### Monteur

#### Cinéma

##### Longs métrages
- 2001 : Tabloid de David Blair
- 2005 : Plus jamais comme avant (Mai + come prima) de Giacomo Campiotti
- 2007 : Grow Your Own de Richard Laxton
- 2008 : Ultime Évasion (The Escapist) de Rupert Wyatt
- 2008 : Hunger de Steve McQueen
- 2009 : Harry Brown de Daniel Barber
- 2010 : Brighton Rock de Rowan Joffé
- 2011 : Life in a Day (documentaire)
- 2011 : Shame de Steve McQueen
- 2013 : Last Passenger d'Omid Nooshin
- 2013 : Twelve Years a Slave de Steve McQueen
- 2015 : Hacker (Blackhat) de Michael Mann
- 2015 : Sicario de Denis Villeneuve
- 2016 : Premier Contact de Denis Villeneuve
- 2017 : Blade Runner 2049 de Denis Villeneuve
- 2018 : Les Veuves (Widows) de Steve McQueen
- 2021 : Dune de Denis Villeneuve
- 2024 : Dune, deuxième partie (Dune: Part Two) de Denis Villeneuve

##### Courts métrages
- 1999 : Engaged... d'Eric Deacon
- 2008 : Slapper de Chiwetel Ejiofor
- 2014 : Ashes de Steve McQueen

#### Télévision

##### Téléfilms
- 1998 : Solti : The Making of a Maestro
- 2001 : Sword of Honour de Bill Anderson
- 2002 : Fields of Gold de Bill Anderson
- 2003 : Eroica de Simon Cellan Jones
- 2005 : Mr. Harvey Lights a Candle de Susanna White
- 2006 : Coup ! de Simon Cellan Jones
- 2008 : Royal Ballet World Premiere (documentaire) de Dominic Best
- 2011 : Tommy Tiernan: Crooked Man de Tommy Tiernan

##### Séries télévisées
- 1995 : Out of the Blue (12 épisodes)
- 1998 : Dans le rouge (In the Red) (3 épisodes)
- 1998 : Jonathan Creek (6 épisodes)
- 1999 : The Lakes (6 épisodes)
- 2000 : The Secret World of Michael Fry (mini-série)
- 2002 : Docteur Jivago (mini-série)
- 2006 : The Virgin Queen (mini-série)
- 2008 : The Devil's Whore (mini-série)
- 2009 : The Birth of British Music (série documentaire)
- 2012 : Comedy Showcase (épisode House of Rooms)
- 2012 : Milton Jones's House of Rooms (épisode Paul)

### Ingénieur du son
- 1988 : L'Humanoïde
- 1988 : Une femme dans la tête
- 1989 : Dream Baby
- 1989 : Screen One
- 1990 : Die Kinder
- 1990 : Mystery !: Campion
- 1990 : The March
- 1991 : Les Règles de l'art
- 1992 : An Ungentlemanly Act
- 1992 : L'Exxon Valdez
- 1992 : Screen Two
- 1992 : The Old Devils
- 1993 : L'Heure du cochon

### Compositeur
- 2001 : Rolf on Art
- 2004 : Dirty War
- 2007 : Cutting Edge
- 2008 : Hughie Green, Most Sincerely

## Distinctions

### Récompenses
- Prix du cinéma européen 2012 : Meilleur montage pour Shame
- SFFCC Awards 2016 : Meilleur montage pour Premier Contact (Arrival)
- Satellite Awards 2016 : Meilleur montage pour Sicario
- Oscars 2022 : Meilleur montage pour Dune

### Nominations
- BAFA 2014 : Meilleur montage pour Twelve Years a Slave
- BAFA 2017 : Meilleur montage pour Premier Contact (Arrival)
- BAFA 2018 : Meilleur montage pour Blade Runner 2049
- BAFA 2022 : Meilleur montage pour Dune